# مطار إل سلفادور الدولي
مطار إل سلفادور سان أوسكار أرنولفو روميرو إي غالداميز الدولي (بالإسبانية: Aeropuerto Internacional de El Salvador San Óscar Arnulfo Romero y Galdámez)‏، (إياتا: SAL، إيكاو: MSLP)، وكان يُسمى سابقا باسم مطار كومالابا الدولي (بالإسبانية: Aeropuerto Internacional de Comalapa)‏، هُو مطار دولي ذو استخدام مدني وعسكري يخدم مدينة سان سلفادور عاصمة السلفادور.

## الوجهات وخطوط الطيران

### النقل الجوي
| شركـات طيـران                    | الوجهات |
| -------------------------------- | --- |
| Aeroméxico Connect               | مطار بينيتو خواريز الدولي |
| طيران ترانسات                    | موسمي: مطار مونتريال الدولي |
| الخطوط الجوية الأمريكية          | مطار دالاس فورت ورث الدولي، مطار ميامي الدولي |
| Arajet                           | مطار لاس أمريكا الدولي |
| أفيانكا                          | مطار إلدورادو الدولي |
| أفيانكا كوستاريكا                | مطار خوان سانتاماريا الدولي |
| أفيانكا السلفادور                | مطار إلدورادو الدولي، مطار لوجان الدولي، Cancún، مطار دالاس فورت ورث الدولي، Guatemala City، Guayaquil، مطار جورج بوش الدولي، مطار لوس أنجلوس الدولي، مطار أوغوستو ساندينو الدولي، مطار بينيتو خواريز الدولي، مطار ميامي الدولي، مطار جون إف كينيدي الدولي، Ontario (CA) ‏، مطار أورلاندو الدولي (تبدأ في 11 يونيو 2023)، مطار ماريسكال سوكري الدولي، مطار سان فرانسيسكو الدولي، مطار خوان سانتاماريا الدولي، San Pedro Sula ‏، مطار كوماياغوا الدولي، مطار تورونتو بيرسون الدولي، مطار واشنطن دولس الدولي موسمي: مطار هاري ريد الدولي (تبدأ في 15 يوليو 2023)، مطار مدريد باراخاس الدولي (تبدأ في 20 يونيو 2023) |
| Avianca Guatemala                | Guatemala City |
| خطوط كوبا الجوية                 | مطار توكومين الدولي |
| خطوط دلتا الجوية                 | مطار هارتسفيلد جاكسون، مطار لوس أنجلوس الدولي |
| خطوط فرونتير الجوية              | مطار هارتسفيلد جاكسون |
| أيبيريا (شركة طيران)             | مطار مدريد باراخاس الدولي1 |
| خطوط سبيريت الجوية               | Fort Lauderdale ‏، مطار جورج بوش الدولي، مطار أورلاندو الدولي |
| Transportes Aéreos Guatemaltecos | Guatemala City، Roatán |
| Tropic Air                       | Belize City ‏ |
| الخطوط الجوية المتحدة            | مطار جورج بوش الدولي، مطار لوس أنجلوس الدولي، مطار نيوآرك ليبرتي الدولي، مطار واشنطن دولس الدولي |
| Volaris Costa Rica               | مطار جون إف كينيدي الدولي، مطار خوان سانتاماريا الدولي، مطار واشنطن دولس الدولي |
| Volaris El Salvador              | Cancún، Guatemala City، مطار جورج بوش الدولي، مطار لوس أنجلوس الدولي، مطار بينيتو خواريز الدولي، مطار ميامي الدولي، مطار أوكلاند الدولي (الولايات المتحدة)، Ontario (CA) ‏ (تبدأ في 1 يوليو 2023)، Roatán، San Pedro Sula ‏، مطار واشنطن دولس الدولي |

### الشحن الجوي
| شركـات طيـران        | الوجهات                   |
| -------------------- | ------------------------- |
| Amerijet             | ميامي                     |
| دي إتش إل إكسبريس    | غواتيمالا سيتي، بنما سيتي |
| خطوط يو بي إس الجوية | ميامي                     |